# A Flame to the Ground Beneath
A Flame to the Ground Beneath es el segundo disco de la banda de power metal Lost Horizon, realizado en 2003.

## Lista de canciones
1. "Transdimensional Revelation" – 2:14
2. "Pure" – 6:25
3. "Lost In The Depths Of Me" – 8:45
4. "Again Will The Fire Burn" – 4:08
5. "The Song Of Earth" – 1:20
6. "Cry Of A Restless Soul" – 8:22
7. "Think Not Forever" – 5:58
8. "Highlander" (The One) – 11:56
9. "Deliverance" – 13:27

- Datos: Q3278964